# دریاچه وحشت ۴: فصل آخر
دریاچه وحشت: فصل آخر (به انگلیسی: Lake Placid: The Final Chapter) (همچنین با نام دریاچه آرام ۴ شناخته می‌شود) یک تله‌فیلم آمریکایی در ژانر ترسناک محصول سال ۲۰۱۲ به کارگردانی دان مایکل پال است.
این فیلم دنباله برای دریاچه وحشت ۳ (۲۰۱۰) و چهارمین قسمت در مجموعه فیلم های دریاچه وحشت میباشد.
همانطور که از عنوان این فیلم پیداست، قرار بود این اثر آخرین قسمت این مجموعه باشد. با این حال، بعد از این دو قسمت دیگر نیز ساخته شد.

## بازیگران
- الیزابت رم در نقش کلانتر ترزا
- ینسی باتلر در نقش ربا
- پل نیکولاس در نقش سرهنگ رایان لوفلین
- پاپی لی فیریا
- بندیکت اسمیت در نقش مکس لوفلین
- کارولین فورد در نقش ایلین فورد
- اسکارلت بایرن به عنوان بریتانی فانینگ
- دانیل بلک به عنوان درو
- جف استوارت به عنوان معاون نرمال
- رابرت انگلوند نقش جیم بیکرمن
- آکو میچل به عنوان دنیس اندرسون
- سیول ویتنی به عنوان مربی مکلین
- النا بووا به عنوان تینا
- پیتر لادجف در نقش جوی الیس
- کیتودار تودوروف به عنوان گاس کینگ
- تری رندال در نقش شارکی
- مارینا گرگانوا به عنوان دختر شماره 2
- زارا دیمیترووا در نقش باربارا
- بوریسا توتوندیوا به عنوان دختر شماره 1
- جوناس تاکینگتون به عنوان کرونر[۱]